# Växelflak

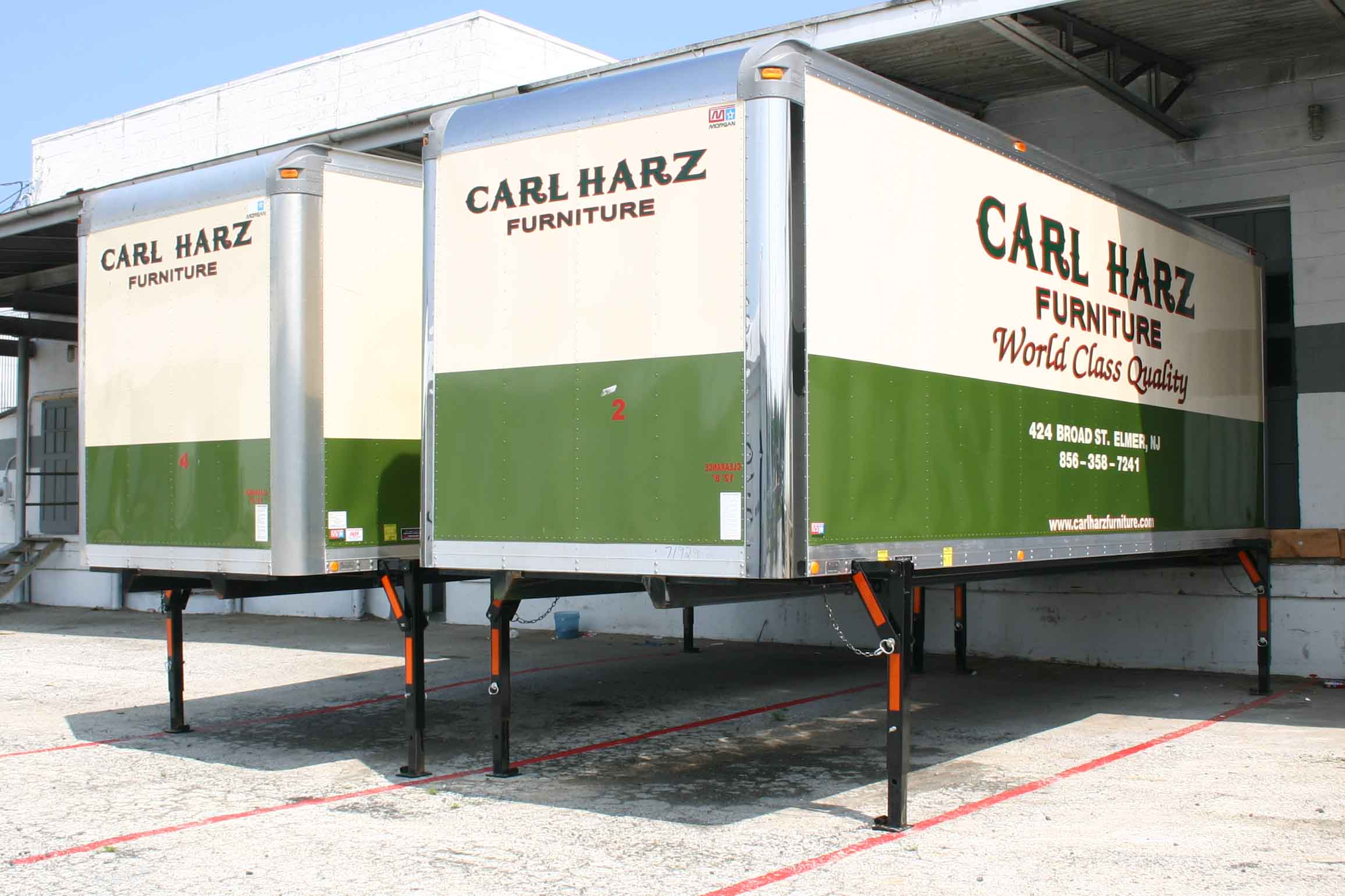
Växelflak eller demonterbar kropp

Ett växelflak är en lastbärare som kan lyftas eller dras av från en lastbil och ställas ned på utfällbara stödben i samma höjd som fordonet eller lyftas över direkt till en järnvägsvagn.
Vanlig bredd på växelflaken är 2,5-2,6 m breda och de rymmer två eller tre Europapallar i bredd. De är inte stapelbara. Det finns även containerflak, men de har samma dimensioner som 10- eller 20-fots containrar. Det finns standarder för dimensionering och provning av växelflak (SS-EN 283 Vägfordon – växelflakprovning samt SS-EN 284 Vägfordon – dimensioner och allmänna krav). För järnvägstransport regleras växelflak även av standarden UIC 592 och UIC 596 där bl.a. lyftanordningar beskrivs i delen UIC 592-4 samt märkning och kodifiering i UIC 596-6.